# Papuanthicus aemulus
Papuanthicus aemulus là một loài bọ cánh cứng trong họ Anthicidae. Loài này được Telnov miêu tả khoa học năm 2006.